# Битунов, Владимир Владимирович
Владимир Владимирович Битунов — советский хозяйственный, государственный и политический деятель, доктор экономических наук, профессор.

## Биография
Родился в 1922 году в Вязниках. Член КПСС.
Участник Великой Отечественной войны. С 1946 года — на хозяйственной, общественной и политической работе. В 1946—1992 гг. — студент, аспирант МГУ им. М. В. Ломоносова, главный экономист Московского завода «Красный пролетарий», начальник экономического управления Мосгорсовнархоза, начальник планово-экономического управления Министерства станкостроительной и инструментальной промышленности, председатель Московской городской плановой комиссии, председатель ГЭК института им. Г. В. Плеханова.
За разработку и внедрение территориальной системы комплексного экономического и социального планирования развития городов Москвы, Ленинграда и Ленинградской области был удостоен в составе коллектива Государственной премии СССР в области техники 1980 года.
Умер после 2001 года.